# Lomaptera pygmaea
Lomaptera pygmaea är en skalbaggsart som beskrevs av Ernst Gustav Kraatz 1880. Lomaptera pygmaea ingår i släktet Lomaptera och familjen Cetoniidae.

## Underarter
Arten delas in i följande underarter:
- L. p. yorkensis
- L. p. tartempionibusi